# 石知訥
石知讷（9世纪？—928年11月8日），五代十国后梁、后唐官员。
石知讷在后梁时为走吏，为人奸诈。后唐时，夏鲁奇征辟为河阳节度判官，夏鲁奇移任许州，也随同前往。夏鲁奇权知襄州，石知讷为殿中少监，尚居住在许州。朱守殷叛，石知讷派人劝夏鲁奇弃襄州城，而归许州，襄阳戍兵差点作乱。朝廷知道后，诘责夏鲁奇。天成三年四月，殿中少监石知讷贬为宪州司户。九月乙未，唐明宗下诏，将德州流人温韬、辽州流人段凝、岚州司户陶玘、宪州司户石知讷、原州司马聂屿，赐死于本处。

## 注
1. ↑  《册府元龟》卷七百二十九
2. ↑  《册府元龟》卷九百三十八
3. ↑  《旧五代史》卷三十九·唐明宗纪